# Héctor Bellerín
Héctor Bellerín Moruno (Barcelona, 1995. március 19. –) spanyol labdarúgó, hátvéd. Jelenleg a LaLiga-ban szereplő Real Betis játékosa.

## Pályafutása

### Arsenal

#### 2012–13
Bellerín 2013 júliusában írta alá első profi szerződését a klubbal, és a tartalékcsapatban szerepelt egész évben. A nagycsapatban a West Brom elleni Ligakupa-találkozón debütált.

#### 2014–15
A 2014-es Emirates-kupán, kezdőként kapott lehetőséget mindkét meccsen, a Benfica elleni győzelem, és a Monaco elleni vereség alkalmával is. Januárig 4 meccsen játszott a Premier League-ben, a Hull elleni 2-2, és a Newcastle elleni 4-1-es fölényes győzelem alkalmával végig a pályán volt. A Stoke City elleni vereség alkalmával egy félidőt játszott, a Sunderland ellen 17 percre cserélték be. A newcastle-i meccsen gólpasszt is adott. Hamarosan Debuchy sérülése miatt a szezon végéig első számú választás lett a jobbhátvéd poszton. Az Aston Villa FC elleni otthoni bajnokin a 90. percben Santi Cazorla gólpasszából gólt is szerzett.  Kezdőként szerepelt az FA-kupa döntőn is.

#### 2015−2016
Az Arsenal FC-ben egész évben alapember volt, az idény végén az év csapatába is beválasztották. 2016. november 21-én új hosszútávú szerződést írt alá. Az új szerződése 2022-if szól.

#### Real Betis(kölcsönben)
2021. augusztus 31-én megállapodtak a Arseenallal, hogy a 2021/22-es idény végéig kölcsönbe érkezett a csapathoz.
Az első mérkőzését a Betis színeiben, szeptember 13-án játszotta idegenbeli környezetben a Granada CF elleni 1–2-s bajnokin.
Hat nappal később az Espanyol elleni 2–2-s mérkőzés első félidejének hosszabbításában gólpasszt készített elő, Nabil Fekirnek.
November 4-én nemzetközi porondon is bemutatkozott az Európa Liga csoportkörében a Bayer 04 Leverkusen elleni 4–0-ra elvesztett mérkőzésen.
November 25-én a Ferencváros ellen a találkozó mindkét gólját ő készítette elő, az 5. és a 52. percben.
A Copa del Rey-ben (spanyol kupa) december 1-jén mutatkozott be a CF Independiente Alicante elleni 0–4-re megnyert idegenbeli mérkőzésen.
2022. április 23-án a döntőben asszisztot készített elő a 11. percben Borja Iglesiasnak, amellyel megszerezték a vezetést, de a Valencia CF kiegyenlített, és Bellerínék a tizenegyespárbajban 6–5-re megnyerték a finálét.

### FC Barcelona
2022. szeptember 1-jén tért vissza nevelőegyüteséhez 11 év után, a klubbal egy 2023-ig szóló szerződést kötött. A kivásárlási záradékát 50 millió euróban határozták meg.
Szeptember 6-án lett hivatalosan a katalánok játékosa.
Szeptember 10-én debütált kezdőként idegenbeli környezetben a Cádiz elleni 4–0-ra megnyert mérkőzésen.
Összesen 7 mérkőzésen lépett pályára, a bajnokságban, a kupán, és nemzetközi porondon.

### Sporting
2023. január 31-én a klub leigazolta a Barcelonától.
Február 6-án csereként mutatkozott be a bajnokság 19. fordulójában, a Rio Ave vendégeként, a következő héten kezdőként lépett pályára a Porto elleni 2–1-s vereségen.
Február 16-án hazai környezetben debütált nemzetközi porondon, a dán, Midtjylland elleni 1–1-s Európa Liga mérkőzésen, a kispadról állt be a 65. percben.

### A válogatottban
2016 május 29-én, a bosnyákok elleni felkészülési mérkőzésen mutatkozott be a válogatottban, két nappal később Daniel Carvajal sérülése után az EB-keretbe is bekerült.

## Statisztika
2023. április 22-i állapot szerint.
| Klub                 | Szezon           | Bajnokság        | Bajnokság | Bajnokság | Kupa  | Kupa  | Ligakupa | Ligakupa | Európai | Európai | Egyéb | Egyéb | Összes | Összes |
| Klub                 | Szezon           | Liga             | Mérk.     | Gólok     | Mérk. | Gólok | Mérk.    | Gólok    | Mérk.   | Gólok   | Mérk. | Gólok | Mérk.  | Gólok  |
| -------------------- | ---------------- | ---------------- | --------- | --------- | ----- | ----- | -------- | -------- | ------- | ------- | ----- | ----- | ------ | ------ |
| Arsenal              | 2012/13          | Premier League   | 0         | 0         | 0     | 0     | 0        | 0        | 0       | 0       | —     | —     | 0      | 0      |
| Arsenal              | 2013/14          | Premier League   | 0         | 0         | 0     | 0     | 1        | 0        | 0       | 0       | —     | —     | 1      | 0      |
| Arsenal              | 2014/15          | Premier League   | 20        | 2         | 3     | 0     | 1        | 0        | 4       | 0       | 0     | 0     | 28     | 2      |
| Arsenal              | 2015/16          | Premier League   | 36        | 1         | 1     | 0     | 0        | 0        | 6       | 0       | 1     | 0     | 44     | 1      |
| Arsenal              | 2016/17          | Premier League   | 33        | 1         | 4     | 0     | 0        | 0        | 5       | 0       | —     | —     | 42     | 1      |
| Arsenal              | 2017/18          | Premier League   | 35        | 2         | 0     | 0     | 3        | 0        | 8       | 1       | 1     | 0     | 47     | 3      |
| Arsenal              | 2018/19          | Premier League   | 19        | 0         | 0     | 0     | 0        | 0        | 0       | 0       | —     | —     | 19     | 0      |
| Arsenal              | 2019/20          | Premier League   | 15        | 1         | 3     | 0     | 2        | 0        | 3       | 0       | —     | —     | 23     | 1      |
| Arsenal              | 2020/21          | Premier League   | 25        | 1         | 1     | 0     | 1        | 0        | 7       | 0       | 1     | 0     | 35     | 1      |
| Arsenal              | Összesen         | Összesen         | 183       | 8         | 12    | 0     | 8        | 0        | 33      | 1       | 3     | 0     | 239    | 9      |
| Watford (kölcsön)    | 2013/14          | Championship     | 8         | 0         | —     | —     | —        | —        | —       | —       | —     | —     | 8      | 0      |
| Watford (kölcsön)    | Összesen         | Összesen         | 8         | 0         | 0     | 0     | 0        | 0        | 0       | 0       | 0     | 0     | 8      | 0      |
| Real Betis (kölcsön) | 2021/22          | La Liga          | 23        | 0         | 5     | 0     | —        | —        | 4       | 0       | —     | —     | 32     | 0      |
| Real Betis (kölcsön) | Összesen         | Összesen         | 23        | 0         | 5     | 0     | —        | —        | 4       | 0       | 0     | 0     | 32     | 0      |
| Barcelona            | 2022/23          | La Liga          | 3         | 0         | 2     | 0     | —        | —        | 2       | 0       | 0     | 0     | 7      | 0      |
| Barcelona            | Összesen         | Összesen         | 3         | 0         | 2     | 0     | —        | —        | 2       | 0       | 0     | 0     | 7      | 0      |
| Sporting             | 2022/23          | Primeira Liga    | 5         | 1         | 0     | 0     | —        | —        | 3       | 0       | —     | —     | 8      | 1      |
| Sporting             | Összesen         | Összesen         | 5         | 1         | 0     | 0     | —        | —        | 3       | 0       | —     | —     | 8      | 1      |
| KARRIER ÖSSZESEN     | KARRIER ÖSSZESEN | KARRIER ÖSSZESEN | 222       | 9         | 19    | 0     | 8        | 0        | 42      | 1       | 3     | 0     | 293    | 10     |

1. 1 2 3 4  Magában foglalja az összes pályára lépéseit a Bajnokok ligájában.
2. 1 2 3  Magában foglalja az összes pályára lépéseit az Angol szuperkupán.
3. 1 2 3 4 5  Magában foglalja az összes pályára lépéseit az  Európa-ligában.

### A válogatottban
| Spanyolország | Spanyolország | Spanyolország |
| Év            | Mérk.         | Gólok         |
| ------------- | ------------- | ------------- |
| 2016          | 3             | 0             |
| 2020          | 1             | 0             |
| Összesen      | 4             | 0             |

## Sikerei, díjai

### Klubcsapatokban

#### Arsenal
- FA-kupa – győztes (3): 2014–15, 2016–17, 2019–20
- Angol szuperkupa – győztes (3): 2015, 2017, 2020
- Angol Ligakupa – döntős: 2017–18

#### Real Betis
- Copa del Rey – győztes (1): 2021–22

### Az utánpótlás válogatottban

#### Spanyolország U21
- U21-es Európa-bajnokság – döntős: 2017

### Egyéni
- U19-es Európa-bajnokság – A torna csapata: 2013
- Az év fiatal katalán játékosa: 2015[26]
- PFA – Az év játékosa: 2015–16 Premier League[27][28]
- FIFPro – 5. csapat:2016